# Episodi di Casa Keaton (sesta stagione)
La sesta stagione della serie televisiva Casa Keaton, composta da 28 episodi, è stata trasmessa negli Stati Uniti sul canale NBC dal 13 settembre 1987 al 1º maggio 1988.
In Italia è andata in onda su Italia 1 dal 17 gennaio 1990 al 20 giugno 1990.
| nº | Titolo originale                              | Titolo italiano                   | Prima TV USA      | Prima TV Italia  |
| -- | --------------------------------------------- | --------------------------------- | ----------------- | ---------------- |
| 1  | The Last of the Red Hot Psychologists (1)     | Uno psicologo d'assalto (1)       | 13 settembre 1987 | 17 gennaio 1990  |
| 2  | The Last of the Red Hot Psychologists (2)     | Uno psicologo d'assalto (2)       | 13 settembre 1987 | 17 gennaio 1990  |
| 3  | Dear Mallory                                  | Cara Mallory                      | 20 settembre 1987 | 24 gennaio 1990  |
| 4  | The Other Woman                               | L'altra donna                     | 27 settembre 1987 | 24 gennaio 1990  |
| 5  | Dream Date                                    | Il principe azzurro               | 4 ottobre 1987    | 31 gennaio 1990  |
| 6  | Super Mom                                     | Orario continuato                 | 18 ottobre 1987   | 31 gennaio 1990  |
| 7  | Walking on Air                                | Passeggiando sull'aria            | 25 ottobre 1987   | 7 febbraio 1990  |
| 8  | Invasion of the Psychologist Snatchers        | Un rivale troppo in gamba         | 1º novembre 1987  | 7 febbraio 1990  |
| 9  | The Way We Were                               | Album di famiglia                 | 8 novembre 1987   | 14 febbraio 1990 |
| 10 | Mister Sister                                 | Il club delle sorelle             | 15 novembre 1987  | 14 febbraio 1990 |
| 11 | Citizen Keaton                                | Il voto                           | 22 novembre 1987  | 21 febbraio 1990 |
| 12 | Father Time (1)                               | Il mestiere di padre (1)          | 29 novembre 1987  | 21 febbraio 1990 |
| 13 | Father Time (2)                               | Il mestiere di padre (2)          | 6 dicembre 1987   | 28 febbraio 1990 |
| 14 | The American Family (1)                       | Una tipica famiglia americana (1) | 13 dicembre 1987  | 28 febbraio 1990 |
| 15 | The American Family (2)                       | Una tipica famiglia americana (2) | 13 dicembre 1987  | 7 marzo 1990     |
| 16 | Anniversary Waltz                             |                                   | 16 dicembre 1987  | 7 marzo 1990     |
| 17 | Miracle in Columbus                           | La vigilia di Natale              | 20 dicembre 1987  | 14 marzo 1990    |
| 18 | The Play's the Thing                          | Anni di contestazione e di amore  | 10 gennaio 1988   | 21 marzo 1990    |
| 19 | The Spirit of Columbus                        | Lo spirito di Columbus            | 17 gennaio 1988   | 21 marzo 1990    |
| 20 | The Blues Brother                             | Ritorno sul palcoscenico          | 24 gennaio 1988   | 28 marzo 1990    |
| 21 | Read It and Weep (1)                          | Leggi e piangi (1)                | 7 febbraio 1988   | 28 marzo 1990    |
| 22 | Read It and Weep (2)                          | Leggi e piangi (2)                | 14 febbraio 1988  | 4 aprile 1990    |
| 23 | Quitting Time                                 |                                   | 21 febbraio 1988  | 4 aprile 1990    |
| 24 | Spring Reminds Me (a.k.a. "Rosalie's Legacy") |                                   | 28 febbraio 1988  | 11 aprile 1990   |
| 25 | The Boys Next Door                            |                                   | 6 marzo 1988      | 6 giugno 1990    |
| 26 | Sign of the Times                             |                                   | 13 marzo 1988     | 13 giugno 1990   |
| 27 | Return of the Native                          | Il viaggio di June                | 20 marzo 1988     | 13 giugno 1990   |
| 28 | Father, Can You Spare a Dime?                 | Papà, mi fai un prestito?         | 1º maggio 1988    | 20 giugno 1990   |